# Polynoncus seymourensis
Polynoncus seymourensis är en skalbaggsart som beskrevs av Mutchler 1925. Polynoncus seymourensis ingår i släktet Polynoncus och familjen knotbaggar. Inga underarter finns listade i Catalogue of Life.